# Rein Raud

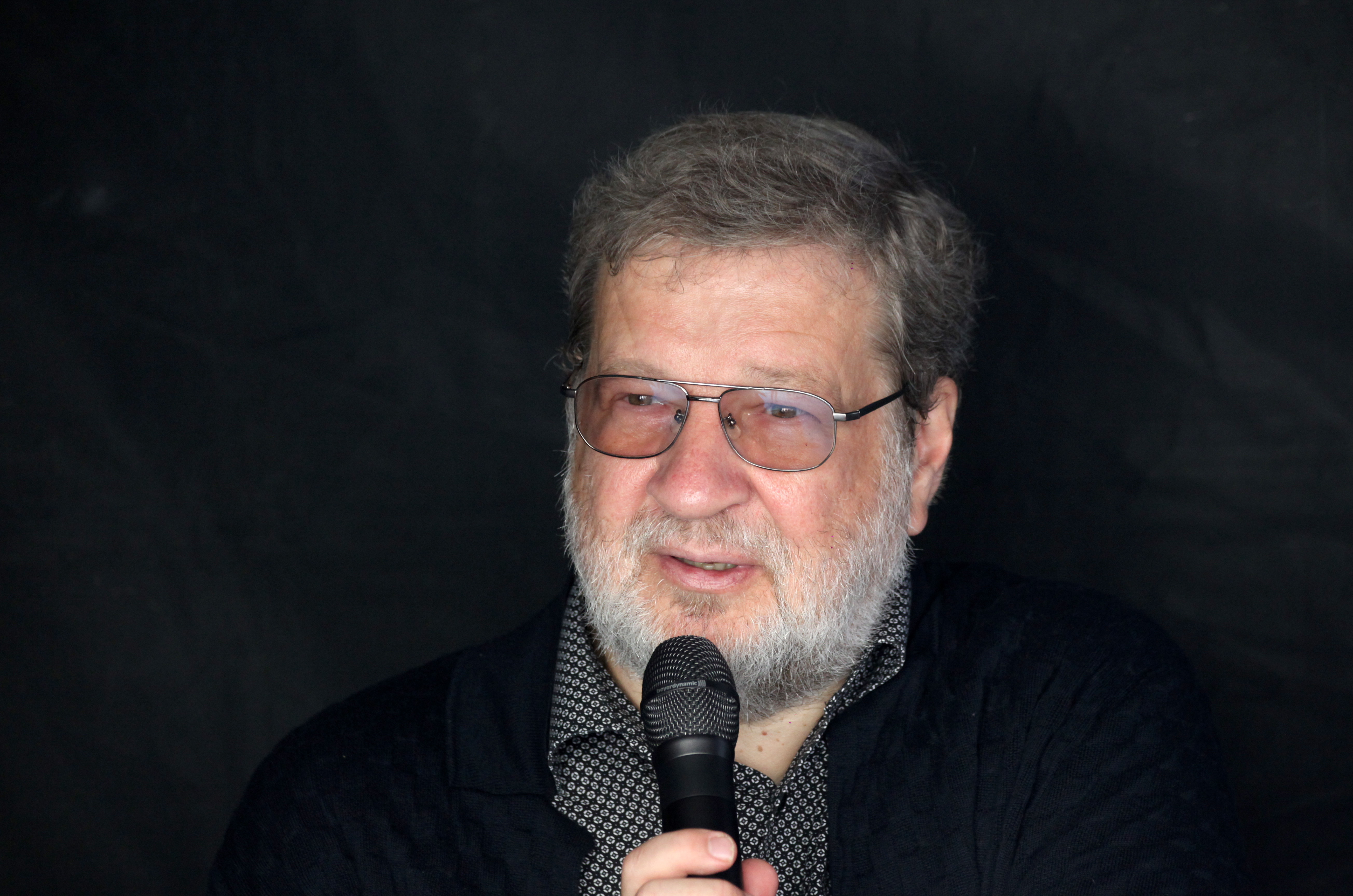
Rein Raud (2021)

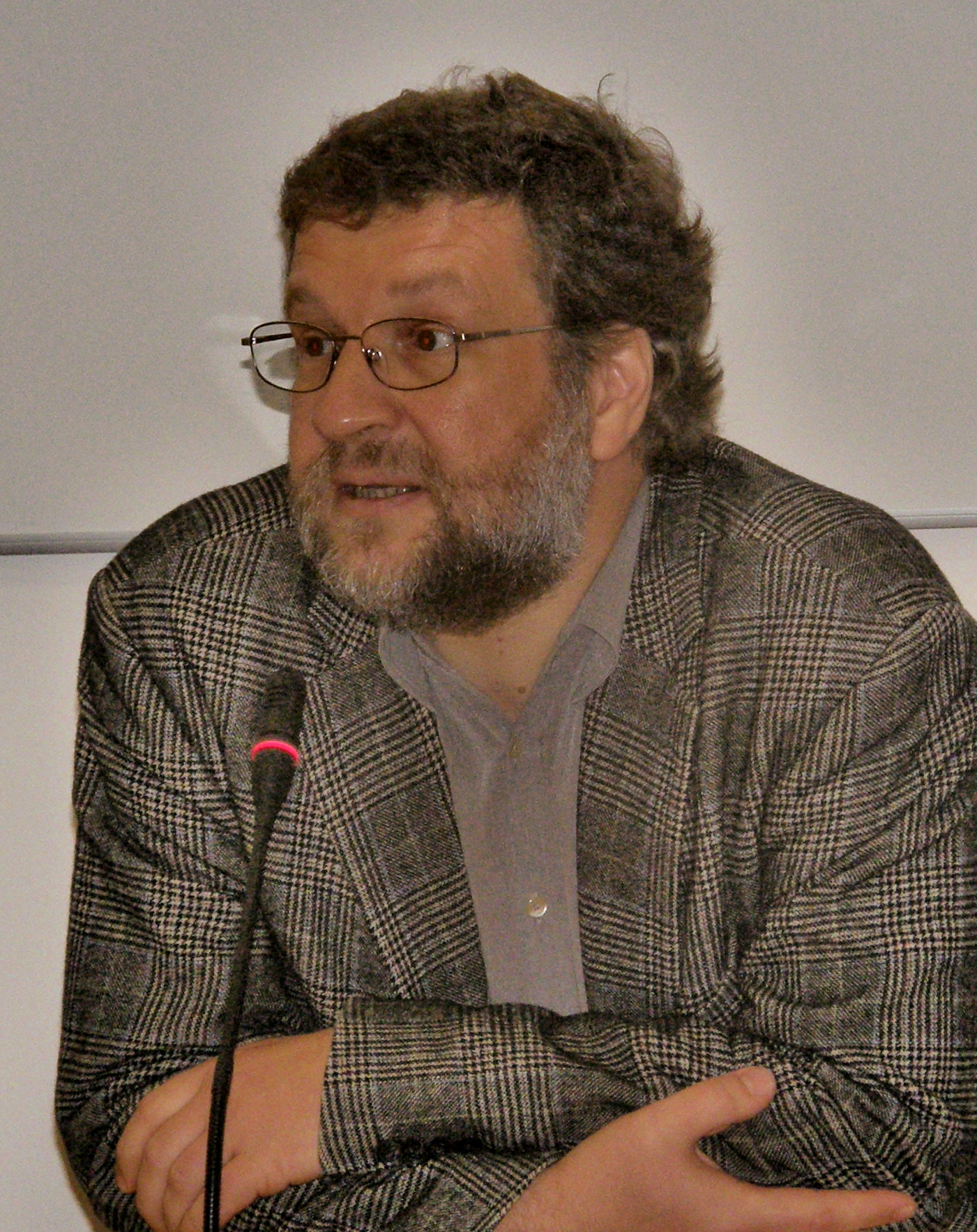
Rein Raud 2007

Rein Raud (* 21. Dezember 1961 in Tallinn) ist ein estnischer Schriftsteller und Japanologe.

## Leben
Rein Raud legte 1980 in Tallinn sein Abitur ab. Anschließend studierte er bis 1985 an der Universität Leningrad Japanologie. Von 1989 bis 1995 war Raud Dozent für japanische Sprache und Kultur am Humanitaarinstituut in Tallinn, anschließend Professor für japanische Sprache und Kultur an der Universität Helsinki. Von 1992 bis 1996 war Raud Präsident des estnischen P.E.N.-Clubs, von 2006 bis 2011 war er Rektor der Universität Tallinn.
Rein Raud ist seit 1985 Mitglied des Estnischen Schriftstellerverbandes.

## Privates
Rein Raud wurde als Sohn der estnischen Schriftsteller Eno Raud (1928–1996) und Aino Pervik (1932–2025) geboren. Sein Großvater war der Schriftsteller Mart Raud (1903–1980). Die Künstlerin und Kinderbuchautorin Piret Raud ist seine Schwester, der Musiker, Politiker und Schriftsteller Mihkel Raud sein Bruder.
Rein Raud ist mit der Litauerin Rosita Raud verheiratet. Das Paar hat einen Sohn und eine Tochter.

## Literarisches Werk
Rein Raud debütierte bereits 1973 als Schüler mit Prosastücken und legte noch vor seinem 20. Geburtstag seinen ersten Gedichtband vor. Nach drei weiteren Gedichtbänden und zwei Schauspielen wechselte er 1990 zur Prosa.
Hier begann er mit einem historischen Roman über den Livenfürsten Kaupo, der im Mittelalter als einer der ersten Liven zum Christentum wechselte. Es folgten Bücher in nahezu allen Genres: Erzählungen, philosophische Essay und Romane. Insbesondere mit letzteren hat er seine größten Erfolge erzielt, wenn man Auszeichnungen und Übersetzungen in Fremdsprachen zum Maßstab nimmt.
Der Bruder (2008) ist als Spaghettiwestern bezeichnet und auch vom Autor selbst so charakterisiert worden Die Rekonstruktion (2012), mit dem Prosapreis des Kulturkapitals prämiert, untersucht die Ursachen, warum eine junge Frau in den Bann einer Sekte gerät und an einem Kollektivselbstmord teilnimmt. Gleichzeitig wird ein Bild von der sowjetischen und der postsowjetischen Gesellschaft gezeichnet. Der Tod des vollendeten Satzes (2015), der auf der Shortlist für den Prosapreis des Kulturkapitals stand, ist ein mit Krimi-Elementen ausgestatteter Kurzroman über die letzten Jahre der Sowjetzeit in Estland. Er arbeitet dabei in beklemmender Weise die Vorgehensweise des sowjetischen Geheimdienstes in der Phase der Singenden Revolution heraus.
Rein Raud hat auch Übersetzungen aus dem Japanischen vorgelegt und sorgt, ähnlich wie Jaan Kaplinski, „für die Einbringung des asiatischen Elements in die estnische Kultur, ohne dabei die abendländische Tradition zu vergessen.“

## Auszeichnungen
- 1993 Jahrespreis des Verlags Eesti Raamat für das beste Buch des Vorjahrs (Sparte Übersetzung)
- 2005 Literaturpreis des Estnischen Kulturkapitals (Prosa)
- 2009 Eduard-Vilde-Preis
- 2011 Orden der Aufgehenden Sonne, 2. Klasse[5]
- 2012 Literaturpreis der Universität Tallinn
- 2013 Friedebert-Tuglas-Novellenpreis
- 2013 Literaturpreis des Estnischen Kulturkapitals (Prosa)
- 2024: Literaturpreis der Baltischen Versammlung für Katkurong

## Bibliographie
- Paljajalu ('Barfuß'). Tallinn: Eesti Raamat 1981. 62 S.
- Kestmine tuleb seest ('Standhalten kommt von Innen'). Tallinn: Eesti Raamat 1983. 44 S.
- Lumme mattunud ('Unter Schnee begraben'). Tallinn: Eesti Raamat 1987. 97 S.
- Minotauros. Kõnelev puu. ('Minotaurus. Der sprechende Baum') [Schauspiele]. Tallinn: Eesti Raamat 1988. 78 S.
- Kaks küünalt. ('Zwei Kerzen'). Tallinn: Eesti Raamat 1990. 86 S.
- Kaupo ('Kaupo'). Tallinn: Eesti Raamat 1990. 142 S.
- Ratsanik Melchior ('Reiter Melchior'). Tallinn: Eesti Raamat 1991. 206 S.
- Kägude öö ('Kuckucksnacht'). Tallinn: Kupar 1995. 187 S.
- Pisiasjad, mis omavad tähtsust ('Kleinigkeiten, die eine Bedeutung haben'). Tallinn: Tuum 2000. 119 S.
- Hector ja Bernard ('Hector und Bernard'). Tallinn: Tuum 2004. 231 S.
- Vend ('Der Bruder'). Tallinn: Tuum 2008. 115 S.
- Hotell Amalfi ('Hotel Amalfi'). Tallinn: Tuum 2011. 163 S.
- Rekonstruktsioon ('Die Rekonstruktion'). [Tallinn:] Mustvalge Kirjastus 2012. 263 S.
- Vanem. Paksem. Tigedam. ('Älter. Dicker. Böser.') [Tallinn:] Mustvalge 2013. 165 S.
- Täiusliku lause surm ('Der Tod des vollendeten Satzes'). [Tallinn]: Mustvalge 2015. 175 S.
- Kell ja haamer ('Glocke und Hammer'). [Tallinn]: Mustvalge 2017. 425 S.
- Viimane kustutab tule ('Der letzte macht das Licht aus'). [Tallinn]: Padrunisalv 2018. 191 S.
- Päikesekiri ('Sonnenschrift'). [Tallinn]: Salv 2021. 404 S.
- Katkurong ('Der Pestzug'). Tallinn: Salv 2023. 254 S.

## Deutsche Übersetzungen
- Der Tod des vollendeten Satzes. Roman. Aus dem Estnischen von Cornelius Hasselblatt. Rote Katze Verlag, Lübeck 2025. 189 S. ISBN 978-3-910563-31-5

Ferner sind verstreut einige wenige Gedichte auf Deutsch erschienen, außerdem die Erzählung „Gräfin de Richter“ (aus dem Band Kuckucksnacht), übersetzt von Irja Grönholm, in Estonia 2007, S. 195–238.

## Übersetzungen in andere Sprachen
- Hector und Bernhard ist auf Litauisch (2006) erschienen.
- Der Bruder ist auf Litauisch (2014), Russisch (2014) und Englisch (2016) erschienen.
- Die Rekonstruktion ist auf Dänisch (2015), Finnisch (2015), Russisch (2016), Englisch (2017) und Litauisch (2017) erschienen.
- Der Tod des vollendeten Satzes ist auf Finnisch (2016), Englisch (2017), Lettisch (2017), Russisch (2018) und Niederländisch (2023) erschienen.
- Sonnenschrift ist auf Lettisch (2023) erschienen.

Außerdem gibt es eine Gedichtauswahl auf Finnisch.

## Sekundärliteratur
- Avo Rosenvald: Juurdlemishimuline, in: Keel ja Kirjandus 11/1981, S. 692–693.
- Henn-Kaarel Hellat: Kolm kolmandikretsensiooni, in: Looming 1/1982, S. 135–139.
- Ilmar Mikiver, in: World Literature Today 1/1992, S. 169.
- Andres Langemets: Ring ümber ilma ja aja, in: Keel ja Kirjandus 3/1984, S. 178–180.
- Mati Unt: Emotsionaalse lugeja seisukoht, in: Looming 1/1991, S. 129–130.
- Eeva Park: Kolm on võimalik ainsus, in: Looming 6/1996, S. 845–847.
- Lauri Sommer: Nägemisõpik, mis päris hästi ei paista, in: Vikerkaar 11–12/2000, S. 183–185.
- Veiko Märka: Kõik nähtav on vaid näiv, in: Looming 2/2001, S. 307–310.
- Jan Kaus: Läheduse võitlevad teenrid, in: Looming 10/2004, S. 1582–1587.
- Marek Tamm: Stiilne vestern suurtel teemadel, in: Vikerkaar 1–2/2009, S. 166–168.
- Kätlin Kaldmaa: Kas raagus puuga saab maad künda?, in: Looming 12/2009, S. 1729–1731.
- Berk Vaher: Albimaja, in: Looming 6/2012, S. 884–886.
- Mihkel Kunnus: Paar tähelepanekut Rein Raua Loomingust, in: Looming 5/2013, S. 730–733.
- Martin Luiga: Kriitilist kriitikat pärgadega pärjatule, in: Vikerkaar 7–8/2013, S. 162–167.
- Peeter Helme: Vanem, õhem, tihedam, in: Looming 3/2014, S. 424–425.
- Märten Rattasepp: Ruutkilomeeter ajalugu, in Looming 1/2016, S. 141–143.
- Meelis Oidsalu: Meisterdetektiv Blomkvist Eestit vabastamas, in: Vikerkaar 1–2/2016, S. 182–185.